# 仁德車站

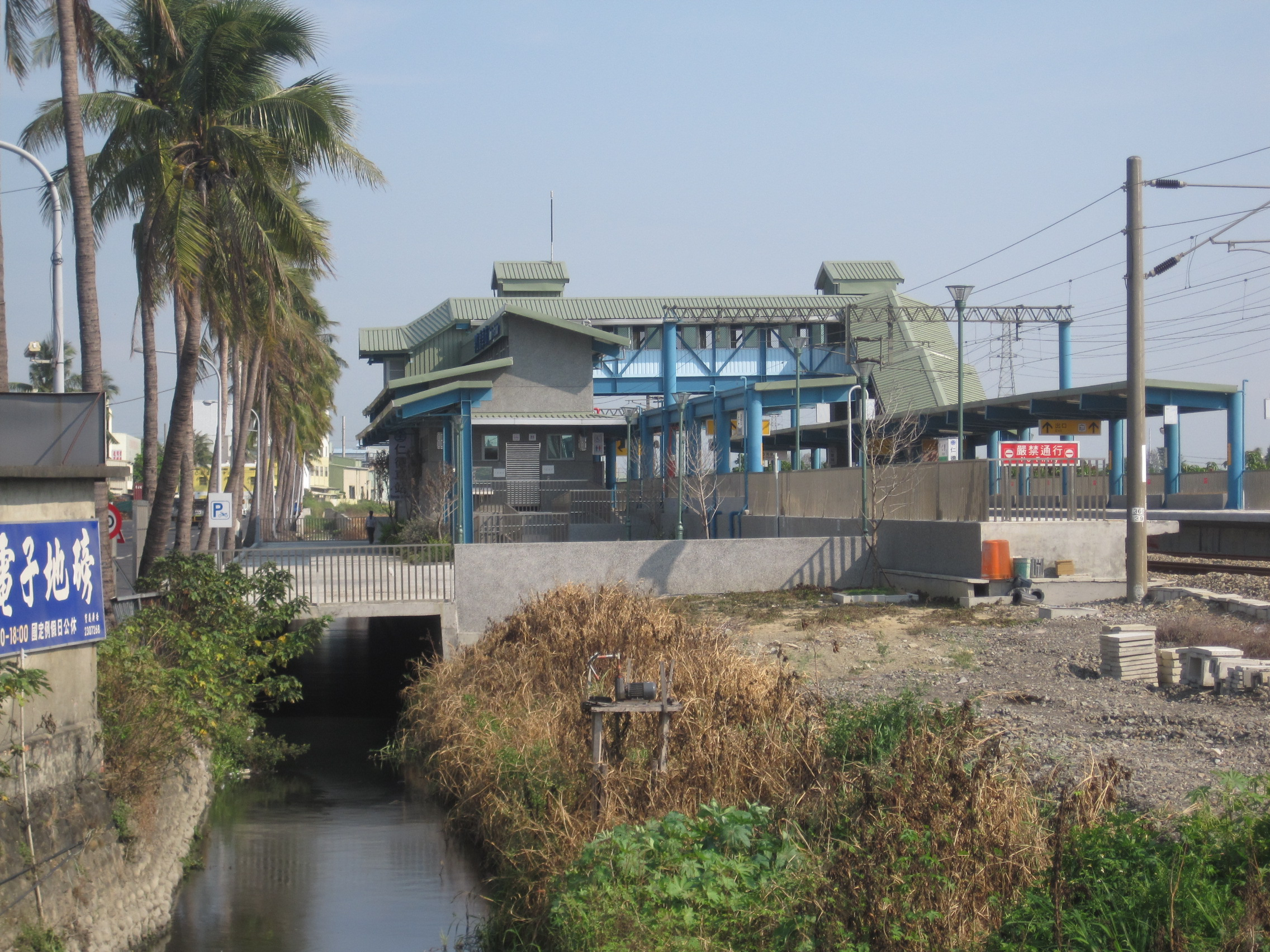
從北邊拍攝的仁德車站

仁德車站位於臺南市仁德區，是臺灣鐵路公司縱貫線的鐵路車站，配合臺鐵捷運化政策，所新設的通勤鐵路車站。
本站雖位於仁德區並冠其名，但實際上距仁德市區尚遠，位於保安工業區旁，車站附近地名及車站舊名均為「車路墘」，當地人亦習慣稱為「保安」。

## 歷史
原站體為1900年啟用為保安車站前身車路墘停車場（停車場一詞於日治時期即車站之意）。1909年，臺灣製糖株式會社於臺南廳仁德南里田厝庄（今仁德區田厝里）興建
「臺南製糖株式會社車路墘製糖所」，為配合工廠預定地，而將舊車站北遷1.5公里（今保安車站）。
2009年，為配合臺鐵捷運化政策需要，在第一代車路墘停車場舊址重設車站，站名訂為仁德。
- 1900年11月29日：臺南↔打狗（今高雄港車站）鐵道通車，設車路墘停車場。
- 1909年11月10日：配合「臺南製糖株式會社車路墘製糖所」糖運，北遷1.5公里為今保安車站。
- 2009年7月14日：本站動工。
- 2014年1月10日：本站正式啟用[1]。

## 車站概要
當地地名車路墘，第一代保安車站（當時稱為「車路墘停車場」）就位在本站址。車路墘在台語意思是「車路（大馬路）旁邊」。
本站現為簡易站，僅停靠區間車及沙崙線區間車，由中洲站管理。本站位於保安工業區，並不位於仁德市區（仁德區公所、仁德交流道一帶）。縱貫鐵道經過仁德區東南部，並設保安、仁德、中洲等3站，但3站都距仁德市區有5公里以上距離。
但因為設站位置緊靠仁德區的永德路 中正路一段口平交道，此處為仁德工業區來往車路墘、省道台一線的唯一道路，每到列車低速離靠站時就會造成該平交道不論是否為通勤時段都會塞車，引發工業區廠商員工與週邊民眾的困擾與不滿，目前臺南市政府交通局已向交通部申請改善交通的相關可行性評估，來解決此問題。
可於站外「保安工業區」公車站轉乘1條支線公車路線，或租借YouBike。

## 車站構造
- 平面車站
- 側式月台兩座。
- 站房位於東側（非跨站式站房），設有無障礙電梯及月臺聯絡天橋。
- 本站指定由中洲車站管理，位於縱貫線基隆起362.0公里處，距保安站1.4公里，距中洲站2.6公里。

### 車站樓層
| 地上 二樓 | 連通層 | 月臺聯絡天橋 |

| 地面 | 月臺層             | 出入口                                     |
| 地面 | 側式月台，左側開門 |                                            |
| 地面 | 1月臺              | 西部幹線 往 高雄、屏東、潮州 方向（中洲）→ |
| 地面 | 2月臺              | ←西部幹線 往 臺南、嘉義、斗六 方向（保安） |
| 地面 | 側式月台，左側開門 |                                            |

### 月臺配置
| 1 | 1 | █ 西部幹線（逆行） | 往 高雄、屏東、潮州 方向       |
| 2 | 2 | █ 西部幹線（順行） | 往 臺南、善化、嘉義、斗六 方向 |

## 利用狀況
根據2024年資料，本站每日旅運量約為1,652，在台鐵各站中排行第109名。
| 年     | 歷年旅客人次紀錄 | 歷年旅客人次紀錄 | 歷年旅客人次紀錄 | 歷年旅客人次紀錄 | 歷年旅客人次紀錄 | 歷年旅客人次紀錄 | 歷年旅客人次紀錄 |
| 年     | 年間             | 年間             | 年間             | 日平均           | 日平均           | 日平均           | 資料來源         |
| 年     | 進站             | 出站             | 總計             | 進站             | 出站             | 進出站           | 資料來源         |
| 2014年 | 187,580          | 176,916          | 364,496          | 514              | 485              | 999              | [ 4 ]            |
| 2015年 | 278,862          | 263,216          | 542,078          | 764              | 721              | 1,485            | [ 5 ]            |
| 2016年 | 305,743          | 297,064          | 602,807          | 835              | 812              | 1,647            | [ 6 ]            |
| 2017年 | 322,533          | 317,114          | 639,647          | 884              | 869              | 1,752            | [ 7 ]            |
| 2018年 | 336,342          | 334,628          | 670,970          | 921              | 917              | 1,838            | [ 8 ]            |
| 2019年 | 343,245          | 341,196          | 684,441          | 940              | 935              | 1,875            | [ 9 ]            |
| 2020年 | 288,038          | 288,386          | 576,424          | 787              | 788              | 1,575            | [ 10 ]           |
| 2021年 | 226,308          | 224,066          | 450,374          | 620              | 614              | 1,234            | [ 11 ]           |
| 2022年 | 235,957          | 236,729          | 472,686          | 646              | 649              | 1,295            | [ 12 ]           |
| 2023年 | 279,123          | 280,775          | 559,898          | 765              | 769              | 1,534            | [ 13 ]           |
| 2024年 | 301,269          | 303,263          | 604,532          | 823              | 829              | 1,652            | [ 14 ]           |

## 外部連結
- 國營臺灣鐵路股份有限公司 – 仁德車站 （页面存档备份，存于）